# SMS Prinzregent Luitpold

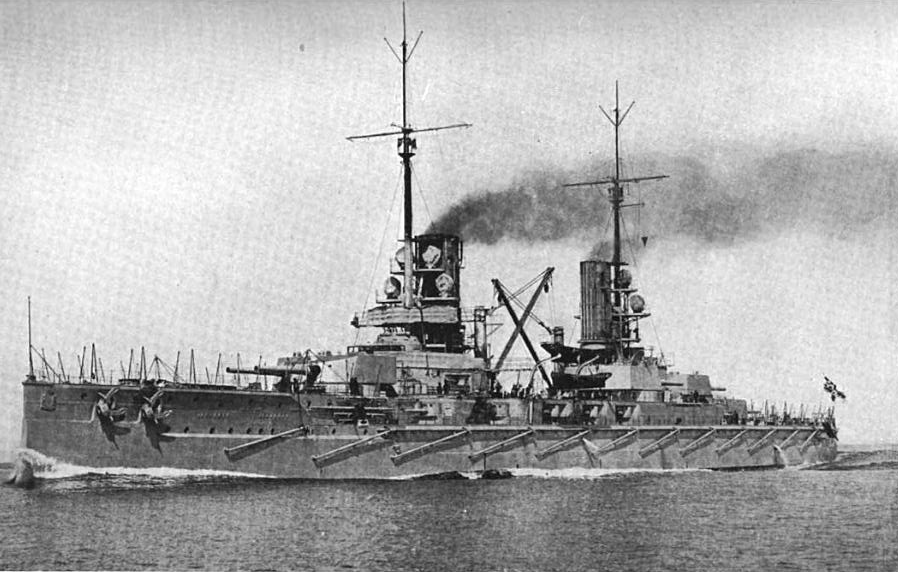
Le SMS Prinzregent Luitpold

Le SMS Prinzregent Luitpold est un cuirassé de la Kaiserliche Marine (marine impériale allemande) et le dernier des cinq navires appartenant à la classe Kaiser. Construit à l'Arsenal Germania de Kiel, il est lancé le 17 février 1912. Il est baptisé d'après le prince-régent de Bavière Léopold de Wittelsbach.
Il est coulé lors du sabordage de la flotte allemande à Scapa Flow le 21 juin 1919.

## Historique

Albin Köbis et le « mouvement révolutionnaire des matelots », timbre-poste d'Allemagne de l'Est, 1967

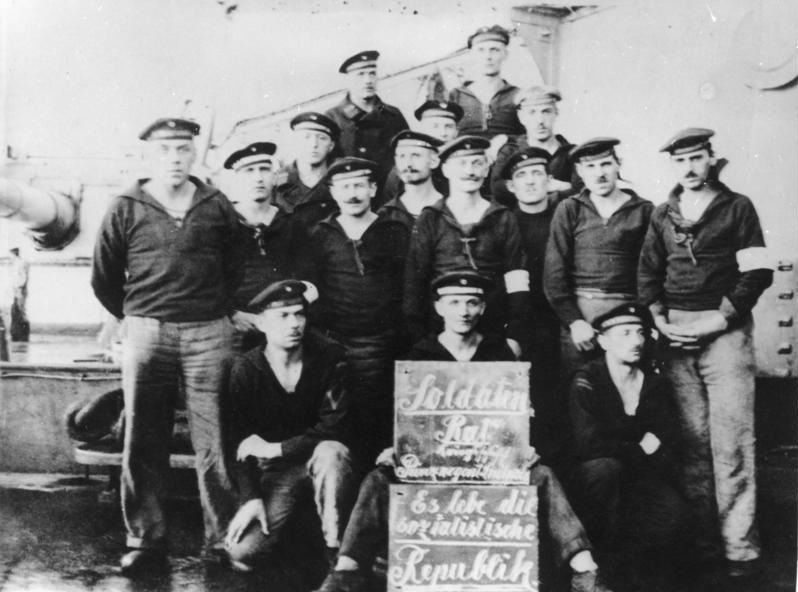
« Soldaten Rat Prinzregent Luitpold - Es lebe die sozialistische Republik » (« Conseil d'ouvriers et de soldats du Prinzregent Luitpold - Vive la République socialiste »), novembre 1918.

et le « mouvement révolutionnaire des matelots », timbre-poste d'Allemagne de l'Est, 1967

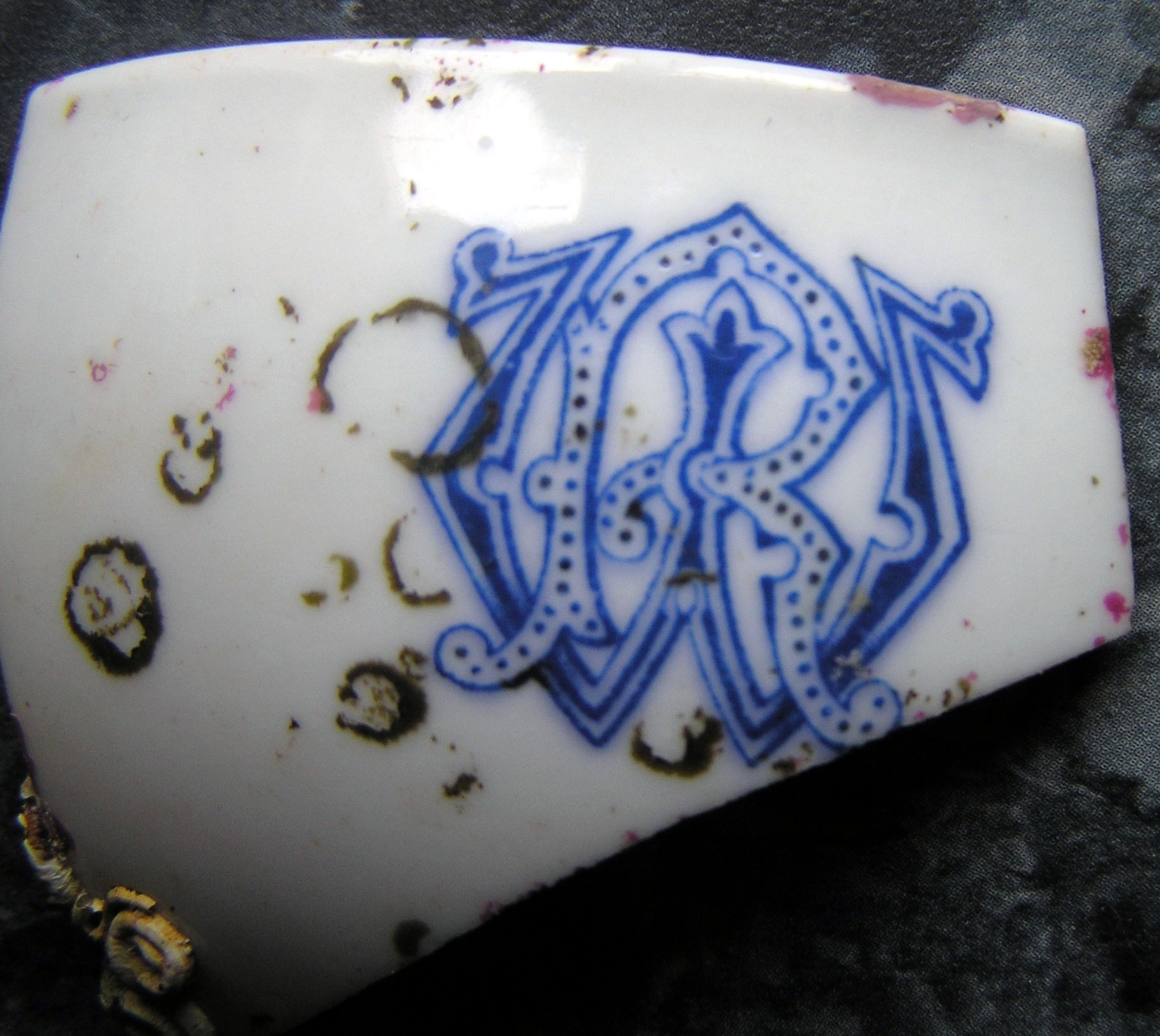
Débris de poterie de la marine allemande repêché à Scapa Flow.

Construit en 1910 sous le nom provisoire d'Ersatz Odin, il est lancé le 17 septembre 1912 sous son nom définitif. Il est prévu initialement pour être équipé d'un moteur Diesel mais ne peut être équipé à temps et entre en service le 12 juin 1913 avec deux turbines à charbon. Aux essais, il se montre à peine plus lent que les autres navires de sa classe et atteint une vitesse de 21,7 nœuds. Au début de la Première Guerre mondiale, il sert de navire amiral à la 3e escadre mais, le 24 avril 1915, le chef d'escadre, le vice-amiral Reinhard Scheer transfère son pavillon sur le SMS König. Le 31 mai 1916, le Prinzregent Luitpold prend part à la  bataille du Skagerrak : il engage le combat avec les unités britanniques sans être touché. Il participe encore deux raids, près de la côte anglaise les 18-19 août et dans le Dogger Bank les 18-20 octobre 1916. Du 1er septembre 1916 au 20 janvier 1917, il est le navire-amiral de la nouvelle 4e escadre. Par la suite, il se cantonne à un service de veille dans les eaux allemandes.
Après la bataille du Skagerrak, la flotte de surface allemande reste à quai dans le port de Kiel, sachant qu'elle ne survivrait pas à une nouvelle confrontation avec la Royal Navy. En août 1917, les cuirassés Prinzregent Luitpold et Friedrich der Große connaissent une mutinerie due à l'inaction, à la mauvaise nourriture et à la brutalité des officiers. Les meneurs, Albin Köbis, Max Reichpietsch (en), Hans Beckers, Willy Sachse (en) et Wilhelm Weber, sont condamnés à mort. Les deux premiers sont fusillés le 5 septembre 1917, les trois autres voient leur peine commuée en travaux forcés.
En septembre et octobre 1917, le Prinzregent Luitpold effectue deux missions dans les îles de la mer Baltique et bombarde les batteries russes de Tagalaht au cours de l'opération Albion. Le 21 décembre 1917, après une période de cale sèche à Kiel, il est renvoyé en mission de surveillance à Wilhelmshaven. Les 23-25 avril, il prend part à une sortie de la flotte. Le 30 octobre, il reçoit l'ordre, avec le reste de la flotte de Kiel, de se joindre à une dernière campagne pratiquement suicidaire. Les matelots se mutinent, forment un Conseil d'ouvriers et de soldats et, le 10 novembre, lèvent le drapeau rouge : la mutinerie de la flotte est le point de départ de la révolution allemande de novembre 1918.
Le 19 novembre 1918, en application des clauses de l'armistice, le Prinzregent Luitpold quitte Wilhelmshaven avec le reste de la flotte de haute mer et fait partie des navires conduits dans la baie de Scapa Flow, en Écosse, pour être internés par les Alliés. Le 21 juin 1919, la flotte allemande est sabordée par ses propres équipages. Le Prinzregent Luitpold  sera renfloué en mars 1929.

## Sources et bibliographie
- (de) Christoph Regulski, Lieber für die Ideale erschossen werden, als für die sogenannte Ehre fallen, Wiesbaden, marixverlag, 2014 (lire en ligne).
- (en) Gary Staff, German Battleships 1914–18 (2) : Kaiser, König and Bayern classes, Osprey New Vanguard, 2010 (lire en ligne).